# Oetzendorf
Oetzendorf ist ein Ortsteil der Gemeinde Weste im niedersächsischen Landkreis Uelzen.

## Geografie und Verkehrsanbindung
Oetzendorf liegt südwestlich des Kernortes Weste an der Landesstraße L 254. Die B 191 verläuft südlich und die L 252 nördlich. Westlich vom Ort fließt der Klein Hesebecker Graben.

## Sehenswürdigkeiten
Als Baudenkmale sind ausgewiesen (siehe Liste der Baudenkmale in Weste (Niedersachsen)#Oetzendorf):
- Hofanlage mit Baumbestand und Feldsteinpflasterung sowie Einfriedung (Oetzendorf Nr. 6)
- Wohn- und Wirtschaftsgebäude (Oetzendorf Nr. 8)